# دانیلا سرووگا
دانیلا سرووگا (انگلیسی: Daniela Sruoga؛ زادهٔ ۲۱ سپتامبر ۱۹۸۷) بازیکن هاکی روی چمن اهل آرژانتین است.